# Lucha Libre AAA Worldwide
Lucha Libre AAA Worldwide (também chamado de AAA) é uma promoção de Wrestling profissional com base no México. Foi fundada em 1992, quando Antonio Peña se separou do Consejo Mundial de Lucha Libre (CMLL) para montar uma promoção, o que lhe permitiu mais liberdade criativa. A AAA realizou vários pay-per-views (PPV) ao longo dos anos e promoveu shows não apenas no México, mas também nos Estados Unidos e no Japão.
Ao longo dos anos, a AAA trabalhou em conjunto com várias promoções norte-americanas, como a World Wrestling Federation (WWF, agora WWE) e World Championship Wrestling, enquanto atualmente mantém relações de trabalho com a Lucha Libre Elite (ELITE), a japonesa Pro Wrestling Noah, a canadian Impact Wrestling, a american All Elite Wrestling (AEW) e Major League Wrestling (MLW).

## História
A AAA data de 15 de maio de 1992, quando o booker do Consejo Mundial de Lucha Libre (CMLL), Antonio Peña, rompeu com a empresa a favor de estabelecer seu próprio grupo junto com Konnan e grande parte do talento jovem e emocionante da CMLL. Isso deixou a CMLL com uma lista de meia-idade e um futuro aparentemente sombrio. A AAA também procurou talentos de outros mercados, pois encontrou e contratou os nativos de Tijuana #Redirecionamento Rey Mysterio, Jr. e Psicosis. A promoção floresceu com grandes talentos como El Hijo del Santo, Octagón, Pantera Azul, os irmãos Casas (Casas Negras e Heavy Metal) e possuía empates em Los Gringos Locos, Cien Caras, Konnan e Perro Aguayo. A crescente popularidade do AAA logo fez com que a Universal Wrestling Association fosse fechada, e Peña rapidamente assinou os principais sorteios, incluindo El Canek, Dos Caras e Los Villanos.
A "época dorada" de AAA (de 1993-1995) alcança o máximo com o valor pago por evento A taxa de juros no mundo, promovida no conjunto pelo World Championship Wrestling (WCW) e difundida nos Estados Unidos "When Worlds Collide" em 1994. Semanas depois do show, O Art Barr (um clã integrante de Los Gringos Locos) murient mientras visitaba a su familia. Como resultado, AAA eliminou o Campeonato no Parejas de AAA e ainda aumentou a quantidade de integrantes do estábulo (em Los Gringos Locos) Eddie Guerrero e Madonna's Boyfriend. O Hijo do Santo também é conhecido como resultado de problemas criativos e estrelados, como Fuerza Guerrera e Blue Panther pronto para executar o processo de economia de combustível da economia mexicana cometer um desmonte (o local onde a incapacidade da empresa para trabalhar fora de trabalho). Muitos luchadores, incluindo Rey Misterio, Jr., Psicosis, La Parka e Juventud Guerrera também se enfrentaram no WCW em 1996, como também na promoção de Konnan, Promo Azteca.
A partir de 1997, a AAA estabeleceu um contrato de trabalho com a WWF, perdendo apenas o resultado significativo de vários eventos apresentados no Royal Rumble de 1997. As emissoras de AAA se mudam regularmente para Televisão no México e Estados Unidos Unidos.
Em 6 de outubro de 2006, o fundador Antonio Peña morreu de ataque cardíaco. Após a morte de Peña, sua irmã Marisela gerencia AAA financeiramente, enquanto o cunhado Joaquín Roldán e seu filho, Dorian Roldán, atuam como gerentes operacionais. Em 2008, a Lucha Libre USA apresentou o segundo pay-per-view dos EUA pela AAA, Legendary Battles of Triplemania.
A AAA desenvolveu uma relação de trabalho com a Total Nonstop Action Wrestling (TNA) em 2004. Por meio dessa relação, a AAA enviou os luchadores Juventud Guerrera, Héctor Garza, Abismo Negro, Heavy Metal e Mr. Águila à TNA para competir no America's X-Cup Tournament como torneio. contingente conhecido como Team Mexico. A equipe do México dominou o torneio americano da X-Cup, derrotando a equipe dos EUA no primeiro turno antes de manter a Copa contra a equipe do Canadá e a equipe da Grã-Bretanha. Eles acabaram perdendo na X-World Cup, que viu o Time EUA derrotar o Time Canadá e o Time México na final do Ultimate X para vencer a Copa. Por várias razões, a TNA e a AAA romperam sua relação de trabalho no final de 2004. A TNA continuou utilizando luchadores, mas optou por contratá-los individualmente, em vez de trabalhar com a AAA. Em 2006, a AAA e a TNA se uniram novamente para um evento em Toreo de Cuatro Caminos, utilizando parte do talento e do palco da TNA (que inclui o túnel e os lasers). Depois que Konnan deixou a TNA em junho de 2007, qualquer chance de uma relação de trabalho desapareceu, especialmente porque Konnan entrou com um processo de discriminação racial contra a TNA. O processo foi posteriormente julgado improcedente.
Em 2009, a AAA anunciou o lançamento oficial de um videogame originalmente intitulado AAA El Videojuego. Mais tarde, o jogo foi nomeado Lucha Libre AAA: Héroes del Ring pela editora do jogo, com data de lançamento em 12 de outubro de 2010.
Mais tarde, a TNA iniciaria um relacionamento com a CMLL de 2007 a 2009, no entanto, mais uma vez, começaria a trabalhar em conjunto com a AAA e a trocar talentos em fevereiro de 2010.
Em 12 de janeiro de 2014, foi anunciado que, com o apoio de Mark Burnett, a AAA começaria a exibir um programa na rede americana El Rey no segundo semestre do ano. O programa semanal de uma hora seria acompanhado por promoções mensais e trimestrais, bem como pay-per-views ao vivo. O show, intitulado Lucha Underground, estreou em 29 de outubro de 2014.